# Ален Клод Зулцер
Ален Клод Зулцер (на немски: Alain Claude Sulzer) е швейцарски писател, преводач и журналист, автор на романи и разкази.

## Биография
Ален Клод Зулцер е роден през 1953 г. в Риен край Базел. Завършва библиотекарство и първоначално работи като журналист. От 1977 до 1997 г. живее в Дюселдорф, Бремен, Кьолн и Бохум.
От 80-те години публикува собствени литературни текстове, предимно проза и превежда книги от френски.
Творчеството му става международно известно. Във Франция романът му „Перфектният келнер“ („Ein perfekter Kellner“) (2004) печели през 2008 г. литературната награда „Медичи“ за чуждестранна творба (Médicis étranger) в конкуренция с Иън Макюън, Ричард Форд, Дон ДеЛило и др.
От 2008 до 2011 г. Зулцер е член на журито за литературния конкурс Ингеборг Бахман в Клагенфурт.
Днес живее като писател на свободна практика в Базел, Елзас и Берлин.

## Награди и отличия
- 1984: „Рауризка литературна награда“
- 1999: „Шилерова награда на Цюрихската кантонална банка“
- 2003: Werkbeitrag der Stiftung Pro Helvetia
- 2005: „Награда на Швейцарска Фондация „Шилер““ за отделна творба
- 2008: Prix Médicis étranger für Un garçon parfait (Ein perfekter Kellner
- 2009: Prix des auditeurs de la Radio Suisse Romande für Un garçon parfait
- 2009: „Награда Херман Хесе“ für Privatstunden
- 2013: „Литературна награда на Базел“
- 2014: Literaturpreis des Freien Deutschen Autorenverbands